# Pascendi Dominici Gregis
Pascendi dominici gregis (llatí: En pasturar el folc del senyor) és una encíclica escrita pel papa Pius X, promulgada el 8 de setembre de 1907, a la qual l'Església catòlica condemna l'epistemologia modernista i el sensualisme filosòfic. Un dels autors principals de l'obra va ser el caputxí català Josep de Calassanç Vives i Tutó.
| « | Els modernistes […] pretenen que Déu no és pas un subjecte de la ciència; que Déu no es pas un personatge històric. (n° 6) | » |

Continua l'ofensiva contra el laicisme creixent i per a tornar a una ortodòxia a la qual doctrina preval sobre la ciència, una iniciativa llançada pels seus predecessors Lleó XIII i Pius IX el 1864 amb la publicació de l'encíclica Quanta Cura i el Syllabus Errorum.
Instaura un control més sever del creïents i sobretot dels dignitaris de l'Església. El 1910, l'ofensiva va ser completada per la publicació del motu proprio Sacrorum Antistitum al qual es publica un jurament, comunament conegut com el «jurament antimodernista» que cada dignitari ha de jurar i reiterar quan accepta una nova funció. També s'instal·la un consell de vigilància i insisteix sobre la necessitat particular d'evitar que les idees modernistes entrin en les escoles i universitats. Paral·lelment, el funcionari vaticà, Umberto Benigni organitza amb el suport financer del papa, l'associació segreta Sodalitium Pianum (1909-1921) que ha d'observar i denunciar catòlics que difonen idees modernistes.
La crítica contra aquest jurament, considerat com un fre intolerable a la llibertat acadèmica va créixer. El jurament va ser abolit per Pau VI el 1967. El 1989, sota el papat de Joan Pau II, Joseph Ratzinger, prefect de la Congregació de la doctrina de la Fe (l'antiga Inquisició) en va redirigir i imposar un nou. Al món occidental, l'impacte d'aquest acte de restauració va ser limitat a l'interior de la mateixa institució, com que la influència social del magisteri de l'Església sobre les institucions d'educació i de recerca va minvar força per la secularització i la disminució del nombre de sacerdots i que la comunitat acadèmica va emancipar-se.
Aquest document que volia parar definitivament una evolució de la societat, considerada com nociva, de fet la va accelerar i va conduir a la «crisi del modernisme» que va ser particularment vehement a Itàlia, França, Alemanya, i Bèlgica… i conduir a un creixement de l'escissió entre els clericals i anticlericals. A Espanya, l'Església va poder imposar-se, gràcies a la col·laboració de la majoria dels règims (excepte durant la segona república) fins a la transició democràtica. Quasi mig segle després de la publicació de l'encíclica, el Concordat del 1953 amb Francisco Franco va admetre la competència de l'Església en el control de l'ensenyament, va estipular la prevalença de la fe sobre la ciència i va confirmar el tomisme com a única filosofia admesa.

## Principals idees condemnades
- la revelació no és la veritable paraula de Déu ni de Jesús, però el producte del subconscient;
- la fe no és un fet objectiu però un sentiment personal de cada persona;
- dogmes són símbols de l'experiència personal de cada persona i la seva formulació és el resultat d'un desenvolupament històric;
- els sagraments troben el seu origen en la necessitat de molts humans de donar una forma sensible a la seva experiència religiosa, no van ser instituïts per Jesús de Natzaret i només serveixen per donar una forma concreta a la idea de la presència de Déu;
- el magisteri de l'Església no comunica la veritat que prové de Déu;
- la Bíblia és un florilegi d'episodis mítics i simbòlics i doncs no és un llibre d'inspiració divina;
- les suposades intervencions directes de Déu (particularment els miracles i les profecies) en la història no són res més que contes transfigurats per l'experiència personal;
- el Jesús de la fe és diferent del Jesús històric; la seva divinitat no pot deduir-se dels texts evangèlics;
- la possibilitat de l'expiació per la mort de Jesús i la redempció per la creu és el resultat d'una teoria teològica elaborada per en Pau de Tars.